# Segunda batalla del campo de Yarmouk
La Segunda batalla del campo de Yarmouk comenzó el 1 de abril de 2015, en el marco de la Guerra Civil Siria, cuando el grupo terrorista Estado Islámico de Irak y el Levante asaltó el campo de refugiados de Yarmouk. El distrito homónimo, localizado en el sur de Damasco, es hogar de la mayor comunidad palestina en Siria.

## Trasfondo
El 17 de diciembre de 2012, el Ejército Libre Sirio y civiles palestinos opositores al presidente Bashar Al Assad tomaron el control del campo. Tras duros combates, tanto el Ejército Árabe Sirio como los rebeldes acordaron dejar a Yarmouk como una zona neutral desmilitarizada. Sin embargo, el campo continuó siendo escenario de esporádicos enfrentamientos. El ejército sirio asedió el campamento por dos años, y como resultado, unas 200 personas habrían muerto de hambre ahí.

## La batalla

### Asalto
El 30 de marzo, el líder de Hamás en Yarmouk, Yahia Hourani, fue asesinado por francotiradores del Estado Islámico, y las facciones palestinas contraatacaron. El 1 de abril, terroristas del Estado Islámico ingresaron a Yarmouk desde el barrio de Hajar al-Aswad, pero fueron expulsados al día siguiente por rebeldes sirios y palestinos. Sin embargo, los yihadistas volvieron a penetrar en el campo tres días después, y lograron capturar 90% del mismo.
El 5 de abril, Yeish al-Islam reclamó que Al Nusra negó acceso a sus terroristas al campo, pero que éstos sí habían permitido la entrada del EI, cosa que ocasionó algunas deserciones del primer grupo. El Frente Al-Nusra defendió su posición neutral en el conflicto, y aseguró haber mediado un alto al fuego, negando los rumores sobre supuestas deserciones.
Mientras tanto, el ejército lanzó 13 bombas de racimo, y un comandante de Aknaf Bait al-Maqdis murió en un enfrentamiento contra el EI.

### Contraataque
El 6 de abril, se reportó que alrededor de 2.000 personas habían sido evacuadas desde el asalto inicial. Ese mismo día, el Ejército por la Liberación de Palestina, el FPLP-CG y Fatah-Intifada —grupos palestinos progubernamentales— lanzaron una contraofensiva para repeler a los terroristas. Los palestinos aseguraron haber capturado las calles Marruecos y Al-Ja'ounah, el Cementerio de los Mártires y abatir a 36 terroristas del EI. El FPLP-CG afirmó que los tres grupos controlaban un 40% de Yarmouk.
Para el 7 de abril, el combate había amainado y el Estado Islámico retenía el control del 95% del campo. Sin embargo, una fuente de seguridad siria en Damasco aseguró una semana después que «las facciones palestinas hicieron progreso y lograron capturar puntos clave... y la operación continúa en curso.»
El 12 de abril, una fuente opositora afirmó que Yeish al-Islam y sus aliados habían lanzado un contraataque en Hajar al-Aswad, y lograron avances. Durante una operación nocturna, Yeish al-Islam también recapturó la calle Al-Zein de las manos del EI.
El 14 de abril, varios residentes de Yarmouk, tanto oficialistas como opositores, dijeron a la AFP que el EI había perdido buena parte del territorio que había capturado, ya que reportaron no haber visto a ningún yihadista en tres días. Asimismo, también informaron que el EI retenía el suroeste del barrio, y que las fuerzas palestinas controlaban los sectores este y norte. Las tropas del Ejército regular continuaban apostadas en las entradas norte y este del campo, desde donde bombardeaban a los yihadistas. En paralelo, las facciones palestinas intentaban forzar una retirada de Al Nusra y del EI hacia el sur, en la región de Jayar al-Asuad.
Para el 16 de abril, Al Nusra y el EI aún controlaban un 80% de Yarmouk, luego de enfrentamientos con Aknaf Bait al-Maqdis y otras facciones. Al día siguiente, la lucha se propagó a los barrios de Al-Qaboun y Barzah. Los rebeldes mataron a 12 terroristas del EI y capturaron a otros 9. Yeish al-Islam y la 1.ª Brigada anunciaron la expulsión del EI de ambos sectores.
El 19 de abril, un militante informó que el EI planeaba abandonar Yarmouk, aunque todavía no lo habían hecho. También aseguró que la mayoría de los terroristas de Al Nusra se habían unido al EI, y que ambos grupos colaboraban estrechamente en la zona. Para ese momento, Aknaf Bait al-Maqdis se había disuelto y sus miembros desertaron al Ejército sirio. Hacia el 20 de abril, ataques del EI en dos distritos habían sido repelidos.

## Consecuencias
Tras la derrota del EI, la ONU continuó sus intentos de ingresar ayuda humanitaria. Sin embargo, el campo permaneció aislado, y solo se pudo entregar suministros a comunidades fuera del mismo. Para el 5 de mayo, se reportó que el EI había abandonado el campo, retirándose al suroeste de Damasco. Mientras tanto, aún tenían lugar discusiones sobre la conversión de Yarmouk en una zona neutral, con planes para la remoción de todo combatiente de cualquier bando.
Sin embargo, los terroristas volvieron a ingresar al campo, y los combates contra las fuerzas de seguridad sirias continuaron hasta que las milicias palestinas lograron expulsarlos el 8 de junio.

## Reacciones internacionales
- Estados Unidos — La portavoz del Departamento de Estado de EE. UU., Marie Harf, condenó el ataque del Estado Islámico al campo de refugiados.[8]
- Egipto — El Ministerio de Relaciones Exteriores egipcio también condenó el ataque del EI y demandó «el cese inmediato de los combates con el fin de preservar la vida de los civiles... y reitera la solidaridad de Egipto con nuestro pueblo-hermano palestino.»[31]
- Organización de las Naciones Unidas — El Consejo de Seguridad demandó el acceso de ayuda humanitaria al campo «para la protección de los civiles».[32]